# Mike Krzyzewski
Michael William "Mike" Krzyzewski ([ʃəˈʃɛfski]), ofta kallad "Coach K", född 13 februari 1947 i Chicago i Illinois, är en amerikansk baskettränare. Krzyzewski var huvudtränare för USA:s herrlandslag i basket 2006–2016.